# Parachalastinus nigrescens
Parachalastinus nigrescens är en skalbaggsart som beskrevs av Maria Helena M. Galileo och Martins 2001. Parachalastinus nigrescens ingår i släktet Parachalastinus och familjen långhorningar.
Artens utbredningsområde är Panama. Inga underarter finns listade i Catalogue of Life.